# 東京灣

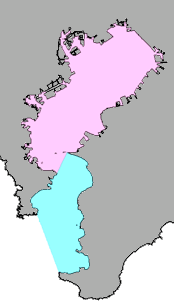
紅色部份為狹義的東京灣，加上浦賀水道（藍色部份）就是廣義的東京灣

東京灣（日语：／ Tōkyō wan */?）是位於日本關東地方的海灣，因日本首都東京位於灣邊而得名。日本六大都市中的東京與橫濱分別位於該灣的西北岸與西岸，设有东京港、川崎港、横须贺港、横滨港、千叶港、木更津港等港口，東京、東京湾、横須賀三个引水站。中近代以東京的舊稱江戶稱為「江戶前」、「江戶前海」或逕稱為「內海」；而為了方便歷史分期，現代又常將當時的東京灣稱為「江戶灣」或「江戶內海」。

## 地理
東京灣被西面的神奈川縣三浦半島和東面的千葉縣房總半島所包圍，僅南面以浦賀水道與太平洋接壤。狹義的東京灣即是由三浦半島觀音崎及房總半島富津岬所連成的直線以北的範圍，面積約922平方千米；廣義的東京灣則包括浦賀水道，即由三浦半島劍崎和房總半島洲崎所連成的直線以北的範圍，面積約1320平方千米。
東京灣有多摩川、鶴見川、江戶川、荒川等多條河流注入，但由於灣口狹窄，灣內海水難以與外海海水交換，所以經常發生紅潮。接近外海的浦賀水道水質則較為優良，有珊瑚生長，加上黑潮的影響，夏季時甚至可以見到一般棲息在沖繩近海的魚類。
明治、大正年間，為了軍事防衛上的需要，東京灣口建有3座具有要塞功能的「海堡」（目前剩有2座），加上戰後大量在灣邊填海造陸，所以灣內有很多人工島。相對來說，灣內的自然礁島就只有横須賀市的猿島一個而已。

## 歷史

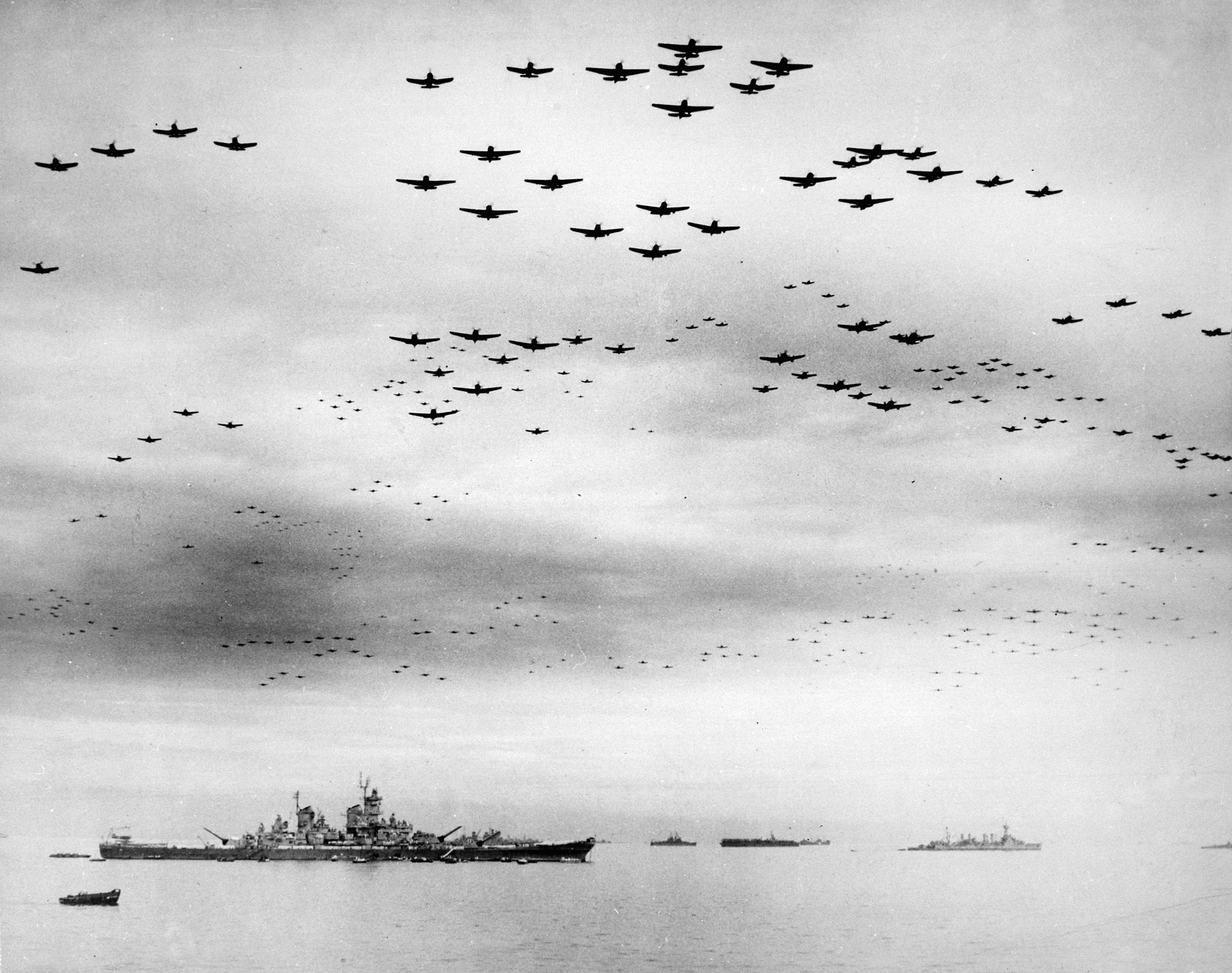
太平洋戰爭結束後的1945年9月2日，美軍戰機及密蘇里號戰艦駛進東京灣

鎌倉時代的東京灣已經是主要通道。中世紀時，海盜活動頻繁。到戰國時代，東京灣則成為後北條氏與里見氏的海軍的戰場。江户時代，菱垣回船、樽回船等和船利用這個海灣進行海運。同時，由於江户幕府奉行閉關政策，為對付外國船隻，就在灣內建築了不少炮台（台場）以作灣岸防備，但最後東京灣亦成為美國海軍將領马休·佩里與幕府談判的場地。1858年，江戶港、橫濱港在日美修好通商條約中被開放。

## 發展

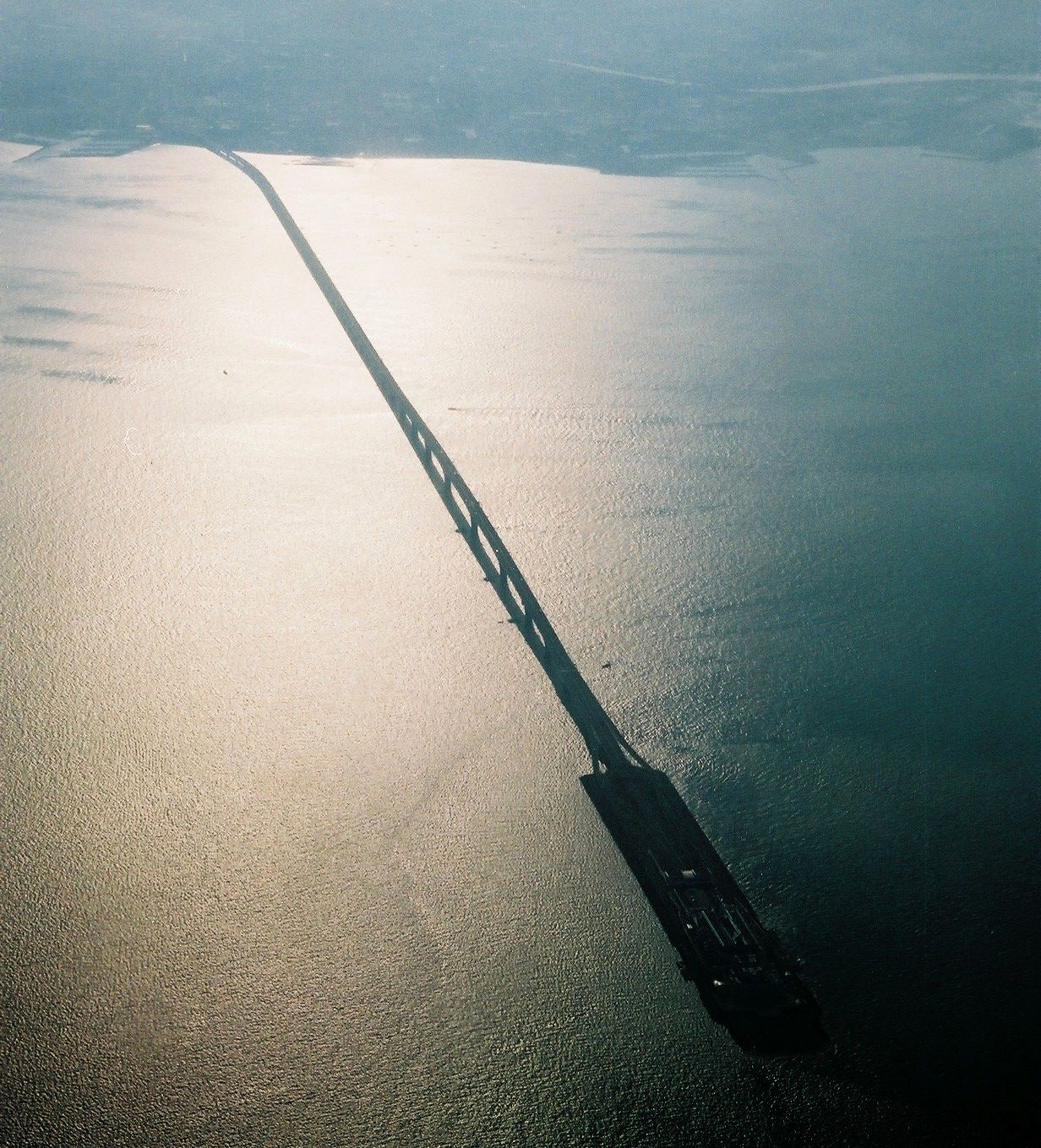
東京灣跨海公路

橫濱港、東京港、千葉港、川崎港、橫須賀港和木更津港全都處於東京灣之內。其中橫須賀港為駐日美軍及日本海上自衛隊的基地。
自明治時代，工業沿著東京灣西岸東京和橫濱之間發展，成為京濱工業地帶。二戰後這個工業區更沿岸向東、北擴展，成為京葉工業地域，是日本發展加工貿易的心臟地帶。但在工業發展的同時，亦帶來環境污染的問題，例如戴奧辛等有害物質在水中、水底底質以至水生生物體內積聚的問題。
目前唯一橫跨東京灣的交通設施為1997年通車的東京灣跨海公路，直接連接東岸的木更津市及西岸的川崎市。海路方面則有連接横須賀市久里濱港和富津市金谷港的東京灣渡輪。